# Sabinilo
Sabinilo (em latim: Sabinillus) foi um oficial romano do século III, ativo durante o reinado do imperador Galiano (r. 253–268). Nada se sabe sobre ele, exceto que foi nomeado, em 266, como cônsul posterior ao lado de Galiano. É talvez identificável com o homônimo que era discípulo de Plotino.